# Lara Fabian (album 1999)
Lara Fabian è il quarto album in studio della cantante italo-belga Lara Fabian, pubblicato il 19 novembre 1999 su etichetta Columbia Records, Epic Records e Sony Music. L'album ha raggiunto la prima posizione in Francia, la terza in Norvegia e la quarta in Finlandia.
L'album contiene 13 brani, prevalentemente in lingua inglese (più 9 bonus tracks in inglese o in lingua spagnola in varie riedizioni successive): tra questi, figurano i singoli Adagio (rielaborazione in chiave pop dell'Adagio in Sol minore di Tomaso Albinoni), I Will Love Again, I Am Who I Am e Love By Grace.

## Tracce
1. Adagio – 4:27 (Lara Fabian, Remo Giazotto, Rick Allison, Dave Pickell)
2. Part Of Me – 4:31 (Lara Fabian, Patrick Leonard)
3. Givin'Up On You – 4:37 (Lara Fabian, Patrick Leonard)
4. You Are My Heart – 4:11 (Walter Afanasieff, Rick Allison, Lara Fabian, John Bettis)
5. I Am Who I Am – 3:48 (Rick Allison, Lara Fabian, Evan Rogers, Carl Sturken)
6. To Love Again – 3:45 (Rick Allison, Lara Fabian)
7. You're Not From Here – 4:49 (Walter Afanasieff, Rick Allison, Lara Fabian, John Bettis)
8. Till I Get Over You – 3:44 (Louis Biancaniello, Sam Watters)
9. Love By Grace – 4:09 (Wayne Tester, Dave Loggins)
10. Yeliel (My Angel) – 5:03 (Lara Fabian, Patrick Leonard)
11. I Will Love Again – 3:43 (Paul Barry, Mark Taylor)
12. Broken Vow – 5:15 (Walter Afanasieff, Lara Fabian)
13. Adagio (Italian version) – 4:28 (Tomaso Albinoni, Rick Allison, Lara Fabian, Dave Pickell)

Tracce bonus
1. Before We Say Goodbye – 4:28 (Joanne Houlden, Dave Pickell)
2. Ivy – 4:24 (Lara Fabian, Glen Ballard)
3. Light Of My Life (con Leehom Wang) – 4:14 (Amy Sky, Lara Fabian, Dave Pickell)
4. I Will Love Again (ballad reprise) – 4:52 (Paul Barry, Mark Taylor)
5. Sola otra vez – 4:57 (Lara Fabian, KC Porter, Chein Garcia Alonso)
6. Quédate – 4:31 (Denise Rich, KC Porter, Chein Garcia Alonso)
7. Otro amor vendrá – 3:44 (Paul Barry, Mark Taylor, Chein Garcia Alonso)
8. Otro amor vendrá (ballad reprise) – 4:54 (Paul Barry, Mark Taylor, Chein Garcia Alonso)
9. Sin ti – 4:11 (Claudia Brandt, Danny Thomas)

## Formazione
- Lara Fabian - voce
- Paul Bushnell - basso
- Mickey Curry - batteria
- Steve Smith - batteria
- Bruce Gaitsch - chitarra acustica
- Steve Lukather - chitarra elettrica
- Dave Pickell - pianoforte, tastiere
- Rick Allison - tastiere

### Guest star
- Vinnie Colaiuta - batteria
- Marc Antoine - chitarra jazz
- Michael Landau - chitarra acustica, chitarra elettrica
- Patrick Leonard - tastiere
- Steve Tavaglione - fiati

## Classifiche

### Classifiche settimanali
| Classifica (1999-00) | Posizione massima |
| -------------------- | ----------------- |
| Austria              | 24                |
| Belgio (Fiandre)     | 11                |
| Belgio (Vallonia)    | 2                 |
| Finlandia            | 4                 |
| Francia              | 1                 |
| Germania             | 26                |
| Norvegia             | 3                 |
| Nuova Zelanda        | 34                |
| Paesi Bassi          | 44                |
| Stati Uniti          | 85                |
| Svezia               | 38                |
| Svizzera             | 14                |

### Classifiche di fine anno
| Classifica (2000) | Posizione |
| ----------------- | --------- |
| Belgio (Fiandre)  | 66        |
| Belgio (Vallonia) | 32        |
| Svizzera          | 57        |